# Vrjesolike
Vrjesolike (Ericales), biljni red u razredu dvosupnica koji obuhvaća, drveće, grmlje, lijane i zeljasto bilje. najpoznatiji predstavnici reda su čaj (Camellia sinensis), biljke s jestivim plodovima (kivi, borovnica, brusnica, brazilski orah), nadalje Vitellaria paradoxa i predstavnici cvijeća kamelija, ciklama etc.

## Opis reda
Ericales, red cvjetnica, koji sadrži 22 porodice, 346 rodova i više od 12 000 vrsta.
Odnosi reda su nejasni. Zajedno s Cornales, nalazi se kao bazalna asterid u botaničkom klasifikacijskom sustavu Angiosperm Phylogeny Group IV (APG IV). Porodice uključene u njega prethodno su bile smještene u nekoliko drugih redova, uključujući sada nepostojeći Theales. Ograničenje reda i njegovo postavljanje u asteride donekle su iznenađenje, iako su oboje dobro potkrijepljeni morfološkim i molekularnim podacima.
Morfološki, poredak je prilično generaliziran i nespecijaliziran za asteride. Većina članova ima barem slabo spojene latice i radijalno simetrične cvjetove, superiorni jajnik s 3 ili 5 jajnika i 5 ili 10 (ponekad i više) prašnika koji su često slobodni od latica. Plod je najčešće čahura, a sjemenka je obično tanka. Iridoidi, osebujne kemikalije možda uključene u zaštitu biljke od biljojeda, razasuti su po redu.
Molekularne studije sugeriraju da postoji osam skupina porodica u redu Ericales, plus jedna izolirana porodica (Theaceae). Skupina Ericaceae uključuje Ericaceae, Clethraceae i Cyrillaceae. Skupina Balsaminaceae sadrži Balsaminaceae, Marcgraviaceae i Tetrameristaceae (uključujući Pelliciera). Skupina Polemoniaceae sadrži polemoniaceae i Fouquieriaceae. Skupina Pentaphylacaceae sadrži Pentaphylacaceae (uključujući bivše Ternstroemiaceae) i Sladeniaceae. Skupina Styracaceae sadrži Styracaceae, Symplocaceae i Diapensiaceae. Skupina Lecythidaceae uključuje samo Lecythidaceae. Skupina Primulaceae uključuje Primulaceae, Sapotaceae i Ebenaceae. Skupina Sarraceniaceae sadrži Sarraceniaceae, Actinidiaceae i Roridulaceae.

## Porodice
1. Familia Marcgraviaceae Bercht. & J. Presl (138 spp.)
  1. Subfamilia Norantioideae Choisy
    1. Ruyschia Jacq. (9 spp.)
    2. Souroubea Aubl. (19 spp.)
    3. Norantea Aubl. (1 sp.)
    4. Pseudosarcopera Gir.-Cañas (2 spp.)
    5. Schwartzia Vell. (19 spp.)
    6. Sarcopera Bedell (7 spp.)
    7. Marcgraviastrum (Wittm. ex Szyszyl.) A. C. de Roon & S. Dressler (15 spp.)

  2. Subfamilia Marcgravioideae Choisy
    1. Marcgravia L. (66 spp.)
2. Familia Balsaminaceae A. Rich. (1140 spp.)
  1. Hydrocera Blume (1 sp.)
  2. Impatiens L. (1139 spp.)
3. Familia Tetrameristaceae Hutch. (4 spp.)
  1. Pelliciera Triana & Planch. (2 spp.)
  2. Pentamerista Maguire (1 sp.)
  3. Tetramerista Miq. (1 sp.)
4. Familia Polemoniaceae Juss. (412 spp.)
  1. Subfamilia Cobaeoideae (D. Don) Arn.
    1. Cantua Juss. ex Lam. (15 spp.)
    2. Cobaea Cav. (18 spp.)
    3. Bonplandia Cav. (1 sp.)

  2. Subfamilia Acanthogilioideae J. M. Porter & L. A. Johnson
    1. Acanthogilia A. G. Day & Moran (1 sp.)

  3. Subfamilia Polemonioideae (Juss.) Arn.
    1. Tribus Polemonieae Dumort.
      1. Polemonium L. (34 spp.)

    2. Tribus Phlocideae Dumort.
      1. Linanthus Benth. (25 spp.)
      2. Gymnosteris Greene (2 spp.)
      3. Leptosiphon Benth. (33 spp.)
      4. Phlox L. (68 spp.)

    3. Tribus Gilieae V. E. Grant
      1. Saltugilia (V. E. Grant) L. A. Johnson (5 spp.)
      2. Lathrocasis L. A. Johnson (1 sp.)
      3. Gilia Ruiz & Pav. (38 spp.)
      4. Maculigilia V. E. Grant (1 sp.)
      5. Allophyllum (Nutt.) A. D. Grant & V. E. Grant (6 spp.)
      6. Collomia Nutt. (13 spp.)
      7. Collomiastrum (Brand) S. L. Welsh (1 sp.)
      8. Navarretia Ruiz & Pav. (43 spp.)

    4. Tribus Loeselieae J. M. Porter & L. A. Johnson
      1. Aliciella Brand (23 spp.)
      2. Giliastrum (Brand) Rydb. (10 spp.)
      3. Loeselia L. (15 spp.)
      4. Dayia J. M. Porter (5 spp.)
      5. Bryantiella J. M. Porter (1 sp.)
      6. Ipomopsis Michx. (29 spp.)
      7. Microgilia J. M. Porter & L. A. Johnson (1 sp.)
      8. Eriastrum Wooton & Standl. (18 spp.)
      9. Langloisia Greene (1 sp.)
      10. Loeseliastrum (Brand) Timbrook (4 spp.)
5. Familia Fouquieriaceae DC. (11 spp.)
  1. Fouquieria Kunth (11 spp.)
6. Familia Lecythidaceae A. Rich. (379 spp.)
  1. Subfamilia Napoleonaeoideae Nied.
    1. Napoleonaea P. Beauv. (15 spp.)
    2. Crateranthus Baker fil. (4 spp.)

  2. Subfamilia Scytopetaloideae O. Appel
    1. Oubanguia Baill. (3 spp.)
    2. Scytopetalum Pierre ex Engl. (3 spp.)
    3. Rhaptopetalum Oliv. (13 spp.)
    4. Pierrina Engl. (1 sp.)
    5. Brazzeia Baill. (3 spp.)

  3. Subfamilia Asteranthoideae Reveal
    1. Asteranthos Desf. (1 sp.)

  4. Subfamilia Lecythidoideae Beilschm.
    1. Gustavia L. (45 spp.)
    2. Grias L. (12 spp.)
    3. Allantoma Miers (8 spp.)
    4. Cariniana Casar. (9 spp.)
    5. Couroupita Aubl. (3 spp.)
    6. Corythophora R. Knuth (4 spp.)
    7. Bertholletia Humb. & Bonpl. (1 sp.)
    8. Couratari Aubl. (19 spp.)
    9. Eschweilera Mart. (101 spp.)
    10. Lecythis Loefl. (29 spp.)

  5. Subfamilia Barringtonioideae Beilschm.
    1. Petersianthus Merr. (2 spp.)
    2. Barringtonia J. R. Forst. & G. Forst. (73 spp.)
    3. Chydenanthus Miers (1 sp.)
    4. Careya Roxb. (3 spp.)
    5. Planchonia Blume (9 spp.)

  6. Subfamilia Foetidioideae Engl.
    1. Foetidia Comm. ex Lam. (17 spp.)
7. Familia Sladeniaceae Airy Shaw (3 spp.)
  1. Sladenia Kurz (2 spp.)
  2. Ficalhoa Hiern (1 sp.)
8. Familia Pentaphylacaceae Engl. (507 spp.)
  1. Tribus Pentaphylaceae P. F. Stevens & A. L. Weitzman
    1. Pentaphylax Gardner & Champ. (1 sp.)

  2. Tribus Ternstroemieae DC.
    1. Ternstroemia Mutis ex L. fil. (155 spp.)
    2. Anneslea Wall. (4 spp.)

  3. Tribus Freziereae DC.
    1. Adinandra Jack (92 spp.)
    2. Cleyera Thunb. (27 spp.)
    3. Archboldiodendron Kobuski (1 sp.)
    4. Eurya Thunb. (148 spp.)
    5. Freziera Sw. ex Willd. (74 spp.)
    6. Symplococarpon Airy Shaw (1 sp.)
    7. Euryodendron Hung T. Chang (1 sp.)
    8. Visnea L. fil. (1 sp.)
    9. Balthasaria Verdc. (2 spp.)
9. Familia Sapotaceae Juss. (1360 spp.)
  1. Subfamilia Sarcospermatoideae Swenson & Anderb.
    1. Sarcosperma Hook. fil. (11 spp.)

  2. Subfamilia Undescribed
    1. Eberhardtia Lecomte (3 spp.)

  3. Subfamilia Chrysophylloideae Luerss.
    1. Tribus Chrysophylleae Small
      1. Pichonia Pierre (13 spp.)
      2. Pouteria Aubl. (218 spp.)
      3. Van-Royena Aubrév. (1 sp.)
      4. Pleioluma Baill. (40 spp.)
      5. Planchonella Pierre (102 spp.)
      6. Sahulia Swenson (1 sp.)
      7. Sersalisia R. Br. (18 spp.)
      8. Aningeria Aubrév. & Pellegr. (6 spp.)
      9. Aubregrinia Heine (1 sp.)
      10. Breviea Aubrév. & Pellegr. (1 sp.)
      11. Micropholis (Griseb.) Pierre (38 spp.)
      12. Chromolucuma Ducke (6 spp.)
      13. Donella Pierre ex Baill. (17 spp.)
      14. Chrysophyllum L. (74 spp.)
      15. Ecclinusa Mart. (12 spp.)
      16. Delpydora Pierre (2 spp.)
      17. Sarcaulus Radlk. (5 spp.)
      18. Elaeoluma Baill. (5 spp.)
      19. Amorphospermum F. Muell. (1 sp.)
      20. Niemeyera F. Muell. (7 spp.)
      21. Pradosia Liais. (28 spp.)
      22. Pycnandra Benth. (61 spp.)
      23. Synsepalum (A. DC.) Daniell (41 spp.)
      24. Englerophytum K. Krause (19 spp.)
      25. Xantolis Raf. (14 spp.)

    2. Tribus Omphalocarpeae Duband ex Aubrév.
      1. Magodendron Vink (2 spp.)
      2. Omphalocarpum P. Beauverd (25 spp.)
      3. Tridesmostemon Engl. (2 spp.)

  4. Subfamilia Sapotoideae Eaton
    1. Tribus Sideroxyleae Small
      1. Sideroxylon L. (83 spp.)
      2. Neohemsleya T. D. Penn. (1 sp.)
      3. Argania Roem. & Schult. (1 sp.)
      4. Diploon Cronquist (1 sp.)
      5. Subtribus Glueminae Baehni
        1. Neolemonniera Heine (3 spp.)
        2. Lecomtedoxa Dubard (6 spp.)
        3. Gluema Aubrév. & Pellegr. (2 spp.)

    2. Tribus Tseboneae L. Gaut. & Naciri
      1. Tsebona Capuron (1 sp.)
      2. Bemangidia L. Gaut. (1 sp.)
      3. Capurodendron Aubrév. (33 spp.)

    3. Tribus Isonandreae Hartog
      1. Northia Hook. fil. (1 sp.)
      2. Palaquium Blanco (118 spp.)
      3. Aulandra H. J. Lam (3 spp.)
      4. Diploknema Pierre (7 spp.)
      5. Isonandra Wight (10 spp.)
      6. Payena A. DC. (21 spp.)
      7. Burckella Pierre (15 spp.)
      8. Madhuca Ham. ex J. F. Gmel. (117 spp.)

    4. Tribus Sapoteae
      1. Inhambanella (Engl.) Dubard (2 spp.)
      2. Vitellariopsis (Baill.) Dubard (5 spp.)
      3. Vitellaria C. F. Gaertn. (1 sp.)
      4. Tieghemella Pierre (2 spp.)
      5. Mimusops L. (43 spp.)
      6. Autranella A. Chev. (1 sp.)
      7. Baillonella Pierre (1 sp.)
      8. Labramia A. DC. (10 spp.)
      9. Labourdonnaisia Bojer (6 spp.)
      10. Letestua Lecomte (1 sp.)
      11. Faucherea Lecomte (11 spp.)
      12. Manilkara Adans. (79 spp.)
10. Familia Ebenaceae Gürke (821 spp.)
  1. Subfamilia Lissocarpoideae (Gilg) B. Walln.
    1. Lissocarpa Benth., Benth. & Hook. fil. (8 spp.)

  2. Subfamilia Ebenoideae Thorne & Reveal
    1. Diospyros L. (793 spp.)
    2. Euclea L. (20 spp.)
11. Familia Primulaceae Batsch ex Borkh. (3209 spp.)
  1. Subfamilia Maesoideae DC.
    1. Maesa Forssk. (171 spp.)

  2. Subfamilia Theophrastoideae DC.
    1. Tribus Samoleae Rchb.
      1. Samolus L. (13 spp.)

    2. Tribus Theophrasteae Bartling
      1. Theophrasta L. (2 spp.)
      2. Neomezia Votsch (1 sp.)
      3. Clavija Ruiz & Pav. (56 spp.)
      4. Jacquinia L. (18 spp.)
      5. Deherainia Decne. (2 spp.)
      6. Votschia B. Ståhl (1 sp.)
      7. Bonellia Bertero ex Colla (29 spp.)

  3. Subfamilia Primuloideae Kostel.
    1. Androsace L. (159 spp.)
    2. Pomatosace Maxim. (1 sp.)
    3. Primula L. (504 spp.)
    4. Dionysia Fenzl (62 spp.)
    5. Soldanella L. (20 spp.)
    6. Dodecatheon L. (16 spp.)
    7. Bryocarpum Hook. fil. & Thomson (1 sp.)
    8. Kaufmannia Regel (1 sp.)
    9. Omphalogramma (Franch.) Franch. (12 spp.)
    10. Hottonia L. (2 spp.)

  4. Subfamilia Myrsinoideae Burnett
    1. Tribus Corideae Dumort.
      1. Coris L. (1 sp.)
      2. Stimpsonia Wright ex A. Gray (2 spp.)

    2. Tribus Ardisiandreae O. Schwarz
      1. Ardisiandra Hook. fil. (3 spp.)

    3. Tribus Lysimachieae Rchb.
      1. Lysimachia L. (278 spp.)
      2. Paralysimachia F. Du, J. Wang & S. Y. Yang (1 sp.)
      3. Cyclamen L. (18 spp.)
      4. Embelia Burm. fil. (123 spp.)
      5. Grenacheria Mez (9 spp.)
      6. Heberdenia Banks ex Vent. (1 sp.)
      7. Pleiomeris A. DC. (1 sp.)
      8. Myrsine L. (289 spp.)
      9. Ardisia Sw. (694 spp.)
      10. Gentlea Lundell (9 spp.)
      11. Hymenandra (A. DC.) Spach (18 spp.)
      12. Solonia Urb. (1 sp.)
      13. Geissanthus Hook. fil. (51 spp.)
      14. Emblemantha B. C. Stone (1 sp.)
      15. Sadiria Mez (7 spp.)
      16. Stylogyne A. DC. (43 spp.)
      17. Ctenardisia Ducke (4 spp.)
      18. Antistrophe A. DC. (6 spp.)
      19. Parathesis (A. DC.) Hook. fil. (97 spp.)
      20. Aegiceras Gaertn. (1 sp.)
      21. Amblyanthus A. DC. (5 spp.)
      22. Amblyanthopsis Mez (4 spp.)
      23. Elingamita G. T. S. Baylis (1 sp.)
      24. Wallenia Sw. (29 spp.)
      25. Loheria Merr. (6 spp.)
      26. Cybianthus Mart. (155 spp.)
      27. Vegaea Urb. (1 sp.)
      28. Oncostemum A. Juss. (99 spp.)
      29. Badula Juss. (17 spp.)
      30. Tapeinosperma Hook. fil. (78 spp.)
      31. Mangenotiella M. Schmid (1 sp.)
      32. Discocalyx (A. DC.) Mez (55 spp.)
      33. Labisia Lindl. (9 spp.)
      34. Systellantha B. C. Stone (3 spp.)
      35. Monoporus A. DC. (6 spp.)
      36. Fittingia Mez (9 spp.)
      37. Conandrium (K. Schum.) Mez (2 spp.)
12. Familia Mitrastemonaceae Makino (2 spp.)
  1. Mitrastemon Makino (2 spp.)
13. Familia Theaceae Mirb. ex Ker Gawl. (373 spp.)
  1. Tribus Theeae Szyszyl.
    1. Polyspora Sweet (48 spp.)
    2. Camellia L. (229 spp.)
    3. Apterosperma Hung T. Chang (1 sp.)
    4. Pyrenaria Blume (30 spp.)

  2. Tribus Gordonieae DC.
    1. Gordonia Ellis (27 spp.)
    2. Schima Reinw. ex Blume (15 spp.)
    3. Franklinia Bartram ex Marshall (1 sp.)

  3. Tribus Stewartieae Choisy
    1. Stewartia L. (22 spp.)
14. Familia Symplocaceae Desf. (386 spp.)
  1. Symplocos Jacq. (383 spp.)
15. Familia Styracaceae DC. & Spreng. [transl. Jameson] (160 spp.)
  1. Styrax L. (127 spp.)
  2. Huodendron Rehder (3 spp.)
  3. Bruinsmia Boerl. & Koord. (2 spp.)
  4. Alniphyllum Matsum. (3 spp.)
  5. Changiostyrax Tao Chen (1 sp.)
  6. Perkinsiodendron P. W. Fritsch (1 sp.)
  7. Sinojackia Hu (7 spp.)
  8. Parastyrax W. W. Sm. (1 sp.)
  9. Rehderodendron Hu (8 spp.)
  10. Pterostyrax Siebold & Zucc. (3 spp.)
  11. Halesia Ellis ex L. (3 spp.)
  12. Melliodendron Hand.-Mazz. (1 sp.)
16. Familia Diapensiaceae Lindl. (18 spp.)
  1. Galax Sims (1 sp.)
  2. Pyxidanthera Michx. (2 spp.)
  3. Berneuxia Decne. (1 sp.)
  4. Diapensia L. (5 spp.)
  5. Shortia Torr. & A. Gray (6 spp.)
  6. Schizocodon Siebold & Zucc. (3 spp.)
17. Familia Sarraceniaceae Dumort. (31 spp.)
  1. Darlingtonia Torr. (1 sp.)
  2. Heliamphora Benth. (21 spp.)
  3. Sarracenia L. (9 spp.)
18. Familia Actinidiaceae Engl. & Gilg (468 spp.)
  1. Subfamilia Actinidioideae Gilg
    1. Actinidia Lindl. (56 spp.)

  2. Subfamilia Clematoclethroideae Gilg
    1. Clematoclethra (Franch.) Maxim. (1 sp.)

  3. Subfamilia Saurauioideae Gilg
    1. Saurauia Willd. (411 spp.)
19. Familia Roridulaceae Martinov (2 spp.)
  1. Roridula L. (2 spp.)
20. Familia Clethraceae Klotzsch (97 spp.)
  1. Clethra L. (84 spp.)
  2. Purdiaea Planch. (13 spp.)
21. Familia Cyrillaceae Lindl. (12 spp.)
  1. Cyrilla L. (11 spp.)
  2. Cliftonia Banks ex C. F. Gaertn. (1 sp.)
22. Familia Ericaceae Juss. (4549 spp.)
  1. Subfamilia Enkianthoideae (P. F. Stevens) Kron, Judd & Anderb.
    1. Enkianthus Lour. (14 spp.)

  2. Subfamilia Monotropoideae Arn.
    1. Tribus Pyroleae Dumort.
      1. Pyrola L. (39 spp.)
      2. Orthilia Raf. (3 spp.)
      3. Chimaphila Pursh (5 spp.)
      4. Moneses Gray (1 sp.)

    2. Tribus Monotropeae Dumort.
      1. Allotropa Torr. & A. Gray ex A. Gray (1 sp.)
      2. Cheilotheca Hook. fil. (4 spp.)
      3. Monotropa L. (1 sp.)
      4. Monotropastrum Andres (2 spp.)
      5. Monotropsis Schwein. ex Elliott (1 sp.)
      6. Pityopus Small (1 sp.)
      7. Hypopitys Hill (2 spp.)
      8. Hemitomes A. Gray (1 sp.)
      9. Pleuricospora A. Gray (1 sp.)

    3. Tribus Pterosporeae Baill.
      1. Pterospora Nutt. (1 sp.)
      2. Sarcodes Torr. (1 sp.)

  3. Subfamilia Arbutoideae (Meisn.) Nied.
    1. Arbutus L. (11 spp.)
    2. Arctostaphylos Adans. (70 spp.)
    3. Comarostaphylis Zucc. (11 spp.)
    4. Ornithostaphylos Small (1 sp.)

  4. Subfamilia Cassiopoideae Kron & Judd
    1. Cassiope D. Don (16 spp.)

  5. Subfamilia Ericoideae Arn.
    1. Tribus Phyllodoceae Drude
      1. Bejaria Mutis ex L. (16 spp.)
      2. Elliottia Muhl. ex Nutt. (4 spp.)
      3. Kalmia L. (9 spp.)
      4. Epigaea L. (3 spp.)
      5. Rhodothamnus Rchb. (2 spp.)
      6. Kalmiopsis Rehder (2 spp.)
      7. Phyllodoce Salisb. (7 spp.)

    2. Tribus Bryantheae Gillespie & Kron
      1. Bryanthus S. G. Gmel. (1 sp.)
      2. Ledothamnus Meisn. (7 spp.)

    3. Tribus Ericeae DC. ex Duby
      1. Daboecia D. Don (1 sp.)
      2. Calluna Salisb. (1 sp.)
      3. Erica L. (842 spp.)

    4. Tribus Empetreae Horan.
      1. Ceratiola Michx. (1 sp.)
      2. Corema D. Don (3 spp.)
      3. Empetrum L. (4 spp.)

    5. Tribus Rhodoreae DC. ex Duby
      1. Rhododendron L. (1109 spp.)

  6. Subfamilia Harrimanelloideae Kron & Judd
    1. Harrimanella Coville (2 spp.)

  7. Subfamilia Styphelioideae Sweet
    1. Tribus Prionoteae Drude
      1. Lebetanthus Endl. (1 sp.)
      2. Prionotes R. Br. (1 sp.)

    2. Tribus Archerieae Crayn & Quinn
      1. Archeria Hook. fil. (6 spp.)

    3. Tribus Oligarrheneae Crayn & Quinn
      1. Needhamiella L. Watson (1 sp.)
      2. Dielsiodoxa Albr. (5 spp.)
      3. Oligarrhena R. Br. (1 sp.)

    4. Tribus Cosmelieae Crayn & Quinn
      1. Andersonia R. Br. (28 spp.)
      2. Cosmelia R. Br. (1 sp.)
      3. Sprengelia Sm. (5 spp.)

    5. Tribus Richeeae Crayn & Quinn
      1. Dracophyllum Labill. (66 spp.)
      2. Sphenotoma (R. Br.) Sweet (6 spp.)

    6. Tribus Epacrideae Dumort.
      1. Epacris J. R. Forst. (55 spp.)
      2. Lysinema R. Br. (5 spp.)
      3. Woollsia F. Muell. (1 sp.)

    7. Tribus Styphelieae Bartl.
      1. Pentachondra R. Br. (4 spp.)
      2. Acrothamnus Quinn (7 spp.)
      3. Acrotriche R. Br. (19 spp.)
      4. Androstoma Hook. (2 spp.)
      5. Stenanthera R. Br. (3 spp.)
      6. Brachyloma Sond. (17 spp.)
      7. Conostephium Benth. (13 spp.)
      8. Agiortia Quinn (3 spp.)
      9. Cyathodes Labill. (3 spp.)
      10. Cyathopsis Brongn. & Gris (3 spp.)
      11. Montitega C. M. Weiller (1 sp.)
      12. Decatoca F. Muell. (1 sp.)
      13. Leptecophylla C. M. Weiller (13 spp.)
      14. Leucopogon R. Br. (112 spp.)
      15. Lissanthe R. Br. (9 spp.)
      16. Melichrus R. Br. (6 spp.)
      17. Monotoca R. Br. (11 spp.)
      18. Planocarpa C. M. Weiller (3 spp.)
      19. Styphelia Sm. (156 spp.)
      20. Trochocarpa R. Br. (15 spp.)

    8. Tribus Styphelioideae, taksonomska pozovija nepoznata
      1. Choristemon H. B. Will. (1 sp.)

  8. Subfamilia Vaccinioideae Arn.
    1. Tribus Oxydendreae Cox
      1. Oxydendrum DC. (1 sp.)

    2. Tribus Lyonieae Kron & Judd
      1. Lyonia Nutt. (39 spp.)
      2. Craibiodendron W. W. Sm. (5 spp.)
      3. Pieris D. Don (8 spp.)
      4. Arcterica Coville (1 sp.)
      5. Agarista D. Don ex G. Don (36 spp.)

    3. Tribus Vaccinieae Rchb.
      1. Vaccinium L. (464 spp.)
      2. Rigiolepis Hook. fil. (30 spp.)
      3. Costera J. J. Sm. (10 spp.)
      4. Gaylussacia Kunth (56 spp.)
      5. Symphysia J. Presl (11 spp.)
      6. Agapetes D. Don ex G. Don (117 spp.)
      7. Didonica Luteyn & Wilbur (4 spp.)
      8. Notopora Hook. fil. (5 spp.)
      9. Orthaea Klotzsch (37 spp.)
      10. Gonocalyx Planch. & Linden ex A. C. Sm. (11 spp.)
      11. Dimorphanthera (Drude) F. Muell. (79 spp.)
      12. Paphia Seem. (20 spp.)
      13. Cavendishia Lindl. (114 spp.)
      14. Macleania Hook. (33 spp.)
      15. Psammisia Klotzsch (67 spp.)
      16. Satyria Klotzsch (25 spp.)
      17. Mycerinus A. C. Sm. (3 spp.)
      18. Polyclita A. C. Sm. (1 sp.)
      19. Anthopteropsis A. C. Sm. (1 sp.)
      20. Ceratostema Juss. (36 spp.)
      21. Semiramisia Klotzsch (4 spp.)
      22. Oreanthes Benth. (7 spp.)
      23. Siphonandra Klotzsch (5 spp.)
      24. Pellegrinia Sleumer (4 spp.)
      25. Disterigma (Klotzsch) Nied. ex Drude (41 spp.)
      26. Utleya Wilbur & Luteyn (1 sp.)
      27. Sphyrospermum Poepp. & Endl. (31 spp.)
      28. Rusbya Britton (1 sp.)
      29. Themistoclesia Klotzsch (35 spp.)
      30. Plutarchia A. C. Sm. (12 spp.)
      31. Anthopterus Hook. (12 spp.)
      32. Thibaudia Ruiz & Pav. (77 spp.)
      33. Demosthenesia A. C. Sm. (12 spp.)
      34. Diogenesia Sleumer (14 spp.)

    4. Tribus Andromedeae Klotzsch
      1. Andromeda L. (1 sp.)
      2. Zenobia D. Don (1 sp.)

    5. Tribus Gaultherieae Nied.
      1. Leucothoe D. Don (7 spp.)
      2. Chamaedaphne Moench (1 sp.)
      3. Eubotrys Nutt. (2 spp.)
      4. Gaultheria Kalm ex L. (278 spp.)
      5. Pernettya Gaudich.-Beaupré (4 spp.)